# Rebel Heart Tour
Rebel Heart Tour — десятий світовий концертний тур американської співачки Мадонни на підтримку її нового альбому Rebel Heart, який відбувався в 2015-2016 роках.

## Розклад концертів
|                              |               |                         |                              |          |                    |              |
| Дата                         | Місто         | Країна                  | Місце проведення             | Розігрів | Кількість глядачів | Касові збори |
| Частина 1 — Північна Америка |               |                         |                              |          |                    |              |
| 29 серпня, 2015              | Маямі         | Сполучені Штати Америки | American Airlines Arena      | —        | —                  | —            |
| 2 вересня, 2015              | Атланта       | Сполучені Штати Америки | Philips Arena                | —        | —                  | —            |
| 5 вересня, 2015              | Сан-Хуан      | Пуерто-Рико             | Coliseo de Puerto Rico       | —        | —                  | —            |
| 9 вересня, 2015              | Монреаль      | Канада                  | Bell Centre                  | —        | —                  | —            |
| 12 вересня, 2015             | Вашингтон     | Сполучені Штати Америки | Verizon Center               | —        | —                  | —            |
| 16 вересня, 2015             | Нью-Йорк      | Сполучені Штати Америки | Madison Square Garden        | —        | —                  | —            |
| 19 вересня, 2015             | Нью-Йорк      | Сполучені Штати Америки | Barclays Center              | —        | —                  | —            |
| 24 вересня, 2015             | Філадельфія   | Сполучені Штати Америки | Wells Fargo Center           | —        | —                  | —            |
| 26 вересня, 2015             | Бостон        | Сполучені Штати Америки | TD Garden                    | —        | —                  | —            |
| 28 вересня, 2015             | Чикаґо        | Сполучені Штати Америки | United Center                | —        | —                  | —            |
| 1 жовтня, 2015               | Детройт       | Сполучені Штати Америки | Joe Louis Arena              | —        | —                  | —            |
| 3 жовтня, 2015               | Атлантик-Сіті | Сполучені Штати Америки | Boardwalk Hall               | —        | —                  | —            |
| 5 жовтня, 2015               | Торонто       | Канада                  | Air Canada Centre            | —        | —                  | —            |
| 8 жовтня, 2015               | Сент-Пол      | Сполучені Штати Америки | Xcel Energy Center           | —        | —                  | —            |
| 11 жовтня, 2015              | Едмонтон      | Канада                  | Rexall Place                 | —        | —                  | —            |
| 14 жовтня, 2015              | Ванкувер      | Канада                  | Rogers Arena                 | —        | —                  | —            |
| 17 жовтня, 2015              | Портленд      | Сполучені Штати Америки | Moda Center                  | —        | —                  | —            |
| October 19, 2015             | Сан-Хосе      | Сполучені Штати Америки | SAP Center at San Jose       | —        | —                  | —            |
| 22 жовтня, 2015              | Глендейл      | Сполучені Штати Америки | Gila River Arena             | —        | —                  | —            |
| 24 листопада, 2015           | Лас-Вегас     | Сполучені Штати Америки | Ем-Джі-Ем Ґранд Ґарден Арена | —        | —                  | —            |
| 27 жовтня, 2015              | Інглвуд       | Сполучені Штати Америки | The Forum                    | —        | —                  | —            |
| Частина 2 — Європа           |               |                         |                              |          |                    |              |
| 4 листопада, 2015            | Кьольн        | Німеччина               | Lanxess Arena                | —        | —                  | —            |
| 7 листопада, 2015            | Прага         | Чехія                   | O2 Arena                     | —        | —                  | —            |
| 10 листопада, 2015           | Берлін        | Німеччина               | O2 World                     | —        | —                  | —            |
| 14 листопада, 2015           | Стокгольм     | Швеція                  | Tele2 Arena                  | —        | —                  | —            |
| 17 листопада, 2015           | Хернінг       | Данія                   | Jyske Bank Boxen             | —        | —                  | —            |
| 21 листопада, 2015           | Турин         | Італія                  | Pala Alpitour                | —        | —                  | —            |
| 24 листопада, 2015           | Барселона     | Іспанія                 | Palau Sant Jordi             | —        | —                  | —            |
| 28 листопада, 2015           | Антверпен     | Бельгія                 | Sportpaleis                  | —        | —                  | —            |
| 1 грудня, 2015               | Лондон        | Англія                  | The O2 Arena                 | —        | —                  | —            |
| 5 грудня, 2015               | Амстердам     | Нідерланди              | Ziggo Dome                   | —        | —                  | —            |
| 9 грудня, 2015               | Париж         | Франція                 | Bercy Arena                  | —        | —                  | —            |
| 14 грудня, 2015              | Манчестер     | Англія                  | Manchester Arena             | —        | —                  | —            |
| 16 грудня, 2015              | Бірмінгем     | Англія                  | Barclaycard Arena            | —        | —                  | —            |
| 20 грудня, 2015              | Глазго        | Шотландія               | The SSE Hydro                | —        | —                  | —            |
| Всього                       | Всього        | Всього                  | Всього                       | Всього   | —                  | —            |
|                              |               |                         |                              |          |                    |              |